# Stefanie Enzinger
Stefanie Enzinger, née le 25 novembre 1990 à Mittersill en Autriche, est une footballeuse internationale autrichienne jouant au poste d'attaquante au SKN Sankt Pölten.

## Biographie

### En club
Stefanie Enzinger commence le football en 1998 avec le club de sa ville natale, le SC Mittersill, et elle y reste jusqu'en 2006. Cette année-là, elle signe en deuxième division autrichienne (D2 centre), à l'USK Hof. Sa deuxième saison dans le club de la ville de Hof bei Salzburg est meilleure que la première : en plus de terminer premier de la D2 centre, le club bat 10-2 (sur deux matchs) le SV Groß-Schweinbarth en barrages, synonyme de promotion en première division.
Lors du mercato d'hiver 2009-2010, elle s'engage au FC Wacker Innsbruck. Jusqu'en 2015, elle est l'une des buteuses principales de l'équipe tyrolienne.
Lors du mercato d'hiver 2014-2015, elle s'engage au SK Sturm Graz. Elle est la meilleure buteuse du club lors des saisons 2015-2016 et 2016-2017, et même la deuxième meilleure buteuse du championnat ; le club finit deuxième à chaque fois.

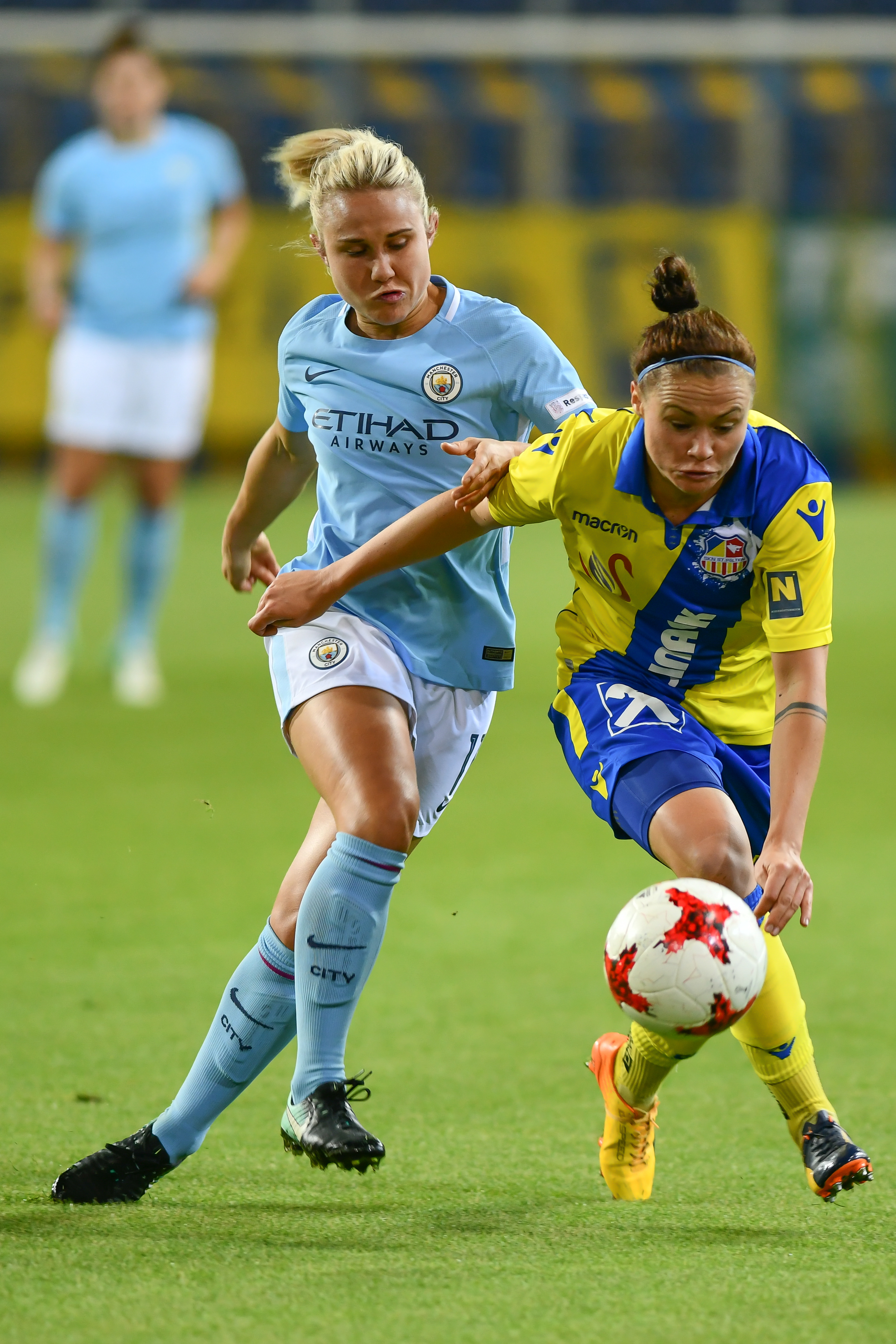
Stefanie Enzinger en duel face à Isobel Christiansen lors de la double confrontation Manchester City-SKN Sankt Pölten en Ligue des Champions.

Lors du mercato d'été 2017, elle rejoint le SKN Sankt Pölten, champion en titre à ce moment-là. Elle inscrit un sextuplé lors de la victoire 10-0 de Sankt Pölten contre le FFC Vorderland en septembre 2020. Elle y remporte ses premiers titres nationaux : 4 championnats et 2 coupes d'Autriche.
Elle arrête sa carrière en club à l'été 2023.

### En sélection
Stefanie Enzinger est sélectionnée en équipe d'Autriche à partir de 2015.
En mars 2016, elle remporte le tournoi de Chypre, son premier trophée avec la sélection.
Elle est appelée dans l'effectif autrichien finissant en demi-finales de l'Euro 2017, mais ne joue que 5 minutes face à l'Islande, ce qui a été suffisant pour qu'elle marque le troisième but de l'Autriche à la 89e minute. Elle est également appelée pour participer à l'Euro 2022, où l'Autriche termine en quarts de finale, mais elle n'entre pas en jeu.
Elle est la première Autrichienne à marquer un triplé en sélection nationale en inscrivant les trois premiers buts (16e, 17e et 23e minutes) de l'Autriche lors de sa victoire 8-0 contre le Luxembourg le 30 novembre 2021.
Elle arrête sa carrière internationale début 2023.

## Palmarès

### En club
- SKN Sankt Pölten
  - Vainqueure de la coupe d'Autriche en 2018 et 2019
  - Vainqueure du championnat d'Autriche en 2018, 2019, 2021 et 2022

### En sélection
- Équipe d'Autriche
  - Vainqueure du Tournoi de Chypre en 2016